# Paul Fedor
Paul Fedor (...) è un regista e artista statunitense, specializzato nella lavorazione di effetti visivi in campo cinematografico e televisivo.

## Filmografia parziale
- Il mistero delle pagine perdute (National Treasure: Book of Secrets), regia di Jon Turteltaub (2007)
- Aiuto vampiro (Cirque du Freak: The Vampire's Assistant ), regia di Paul Weitz (2009)
- 2012, regia di Roland Emmerich (2009)
- L'apprendista stregone (The Sorcerer's Apprentice), regia di Jon Turteltaub (2010)
- Unstoppable - Fuori controllo (Unstoppable), regia di Tony Scott (2010)
- The Next Three Days, regia di Paul Haggis (2010)
- Immortals, regia di Tarsem Singh Dhandwar (2011)
- Hotel Transylvania, regia di Genndy Tartakovsky (2012)
- Pacific Rim, regia di Guillermo del Toro (2013)

## Videografia
- Get Born Again, Alice in Chains (1999)
- The Middle, Jimmy Eat World (2001)
- Youth of the Nation, P.O.D. (2001)
- Giving In, Adema (2001)
- The Nobodies, Marilyn Manson (2001)
- The Game of Love, Carlos Santana (2002)
- Capricorn (A Brand New Name), Thirty Seconds to Mars (2002)
- Fine Again, Seether (2002)
- Running Away, Hoobastank (2002)
- Fallen, Sarah McLachlan (2003)
- Minerva, Deftones (2003)
- Pain, Jimmy Eat World (2004)
- Worn Me Again, Rachael Yamagata (2004)
- The Great Divide, Scott Stapp (2005)
- Attack, Thirty Seconds to Mars (2005)
- World on Fire, Sarah McLachlan (2005)
- Boston, Augustana (2006)
- Lithium, Evanescence (2006)
- All Around Me, Flyleaf (2007)